# Colador

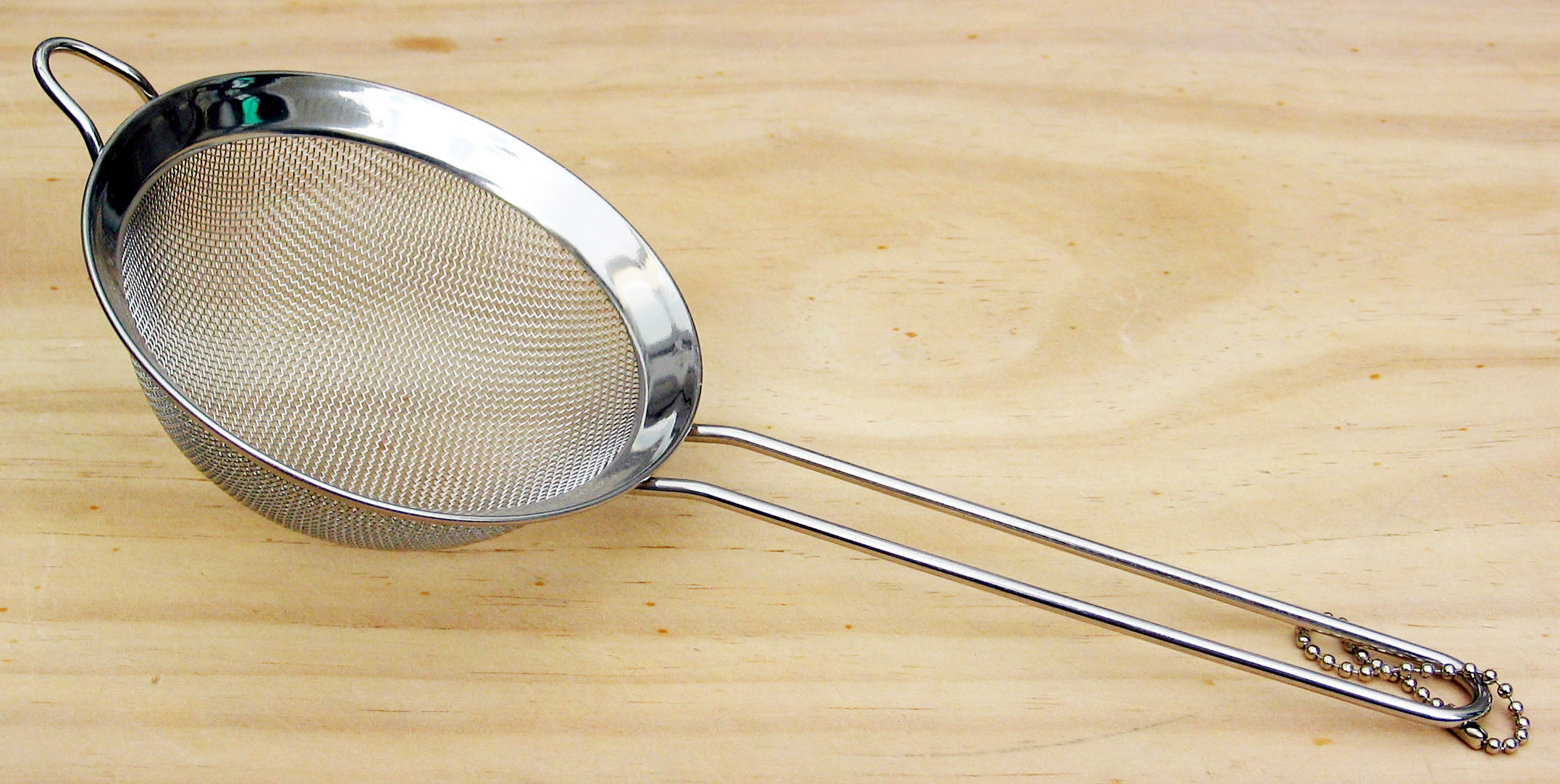
Colador

Un colador de cuina és un atuell normalment metal·lic que serveix per a colar. Sol ser semiesfèric i el fons presenta una reixa fina (de diferents materials: tela, tela metàl·lica, planxa perforada, etc.) que fa la funció de retenir el sòlid tot permetent el pas del líquid. N'hi ha de diverses mides; es pot emprar per a separar el brou de les parts sòlides d'una sopa, per exemple, o per a separar les herbes d'una infusió. Un tipus particular de colador és l'anomenat colador xinès, que té forma cònica i forats molt petits i s'usa, de vegades amb l'ajut d'una mà de morter, per a suavitzar la textura de les salses. Una escorredora és semblant a un colador gros i amb forats també de mida més grossa.